# Sztephanosz Büzantiosz
Sztephanosz Büzantiosz (Στέφανος Βυζάντιος, újgörög átírásban Sztéfanosz Vizándiosz) az i. sz. 6. században tevékenykedő bizánci nyelvész, lexikográfus volt. Neve ismert Sztephanosz Büzantinosz és Stephanos Byzantios alakban is.

## Életútja
Életéről egyetlen fennmaradt műve alapján alkothatunk képet. Ezek alapján a 6. század második harmadában uralkodó I. Iusztinianosz bizánci császár kortársa volt, és valószínűleg Büzantionban élt.

## Munkássága
Sztephanosz elsősorban egyetlen fennmaradt művéről, Ethnika (Ἐθνικά) című helynévtáráról, más megközelítésben földrajzi lexikonáról ismert. Művét eredetileg 55-60 könyvben adta közre, de napjainkra csupán néhány töredék, illetve egy bizonyos Hermolaosz 6. és 10. század közötti kivonatos ismertetése (epitomé) maradt fenn. Ezek alapján az Ethnika elsősorban földrajzi nevek tára, de Sztephanosz közölte a felsorolt településekkel, vidékekkel, népekkel kapcsolatos eredetmondákat is. Miután elsősorban nyelvtudós volt, nem földrajzi szempontból dolgozta fel a közreadott névanyagot, hanem nagy figyelmet fordított például a helynevek etimológiai magyarázatára, illetve az azokból képzett melléknevek alaktani jellemzőire.
Munkájának, illetve az az alapján készült epitoménak a legnagyobb jelentősége, hogy újraközli olyan ókori földrajztudósok, például Milétoszi Hekataiosz, Polübiosz, Sztrabón műveinek, köztük mára elveszett munkáknak az adatait. A keletkezése utáni időszakban előszeretettel használták Sztephanosz Ethnikáját hasonló jellegű munkák zsinórmértékéül. A Kónsztantinosz Porphürogennétosz nevéhez fűződő 10. századi enciklopédiaírási munka egyik fontos forrása és mintája volt. A kora középkori epitomé a reneszánsz időszakában is szívesen forgatott olvasmány volt, ebből az időszakból mintegy kétszáz kéziratos másolat maradt ránk. Első korszerű kiadása August Meineke nevéhez fűződik, aki 1849-ben Ethnicorum quae supersunt címmel rendezte sajtó alá az általa ismert teljes szöveget.

## Külső hivatkozások
- Stephanos Byzantios in Meineke, A. (1849): Stephani Byzantii Ethnicorum quae supersunt. Tomus prior. Berolini.